# Typosyllis taiwanensis
Typosyllis taiwanensis är en ringmaskart som beskrevs av Licher 1999. Typosyllis taiwanensis ingår i släktet Typosyllis och familjen Syllidae. Inga underarter finns listade i Catalogue of Life.